# Liane Weigelt
Pour les articles homonymes, voir Buhr.
Liane Weigelt épouse Buhr, née le 11 mars 1956 à Pritzwalk (République démocratique allemande), est une ancienne rameuse est-allemande. Elle est double championne olympique aux Jeux de 1976 et 1980.

## Carrière
Liane Weigelt est médaillée d'or sur le quatre de couple lors des Jeux olympiques d'été de 1976, titre qu'elle conserve lors de ceux de 1980. Elle est également trois fois médaillées d'or aux Mondiaux sur le quatre de couple en 1974, 1975 et 1979.

## Palmarès

### Jeux olympiques
- Jeux olympiques d'été de 1980 à Moscou ( Union soviétique) :
  -  médaille d'or du quatre de couple
- Jeux olympiques d'été de 1976 à Montréal ( Canada) :
  -  médaille d'or du quatre de couple

### Championnats du monde
- Championnats du monde 1979 à Bled ( Slovénie) :
  -  médaille d'or du quatre de couple
- Championnats du monde 1975 à Nottingham ( Royaume-Uni) :
  -  médaille d'or du quatre de couple
- Championnats du monde 1974 à Lucerne ( Suisse) :
  -  médaille d'or du quatre de couple